# Wladimir Borissowitsch Below
Wladimir Borissowitsch Below (russisch Владимир Борисович Белов, * 26. April 1958 in Kunzewo; † 14. November 2016 in Moskau) war ein sowjetischer Handballspieler.

## Karriere
Wladimir Below begann mit 16 Jahren mit dem Handballspiel in Kunzewo. 1976 und 1978 wurde der 1,95 m große mittlere Rückraumspieler mit dem SK Kunzewo Dritter in der sowjetischen Liga.

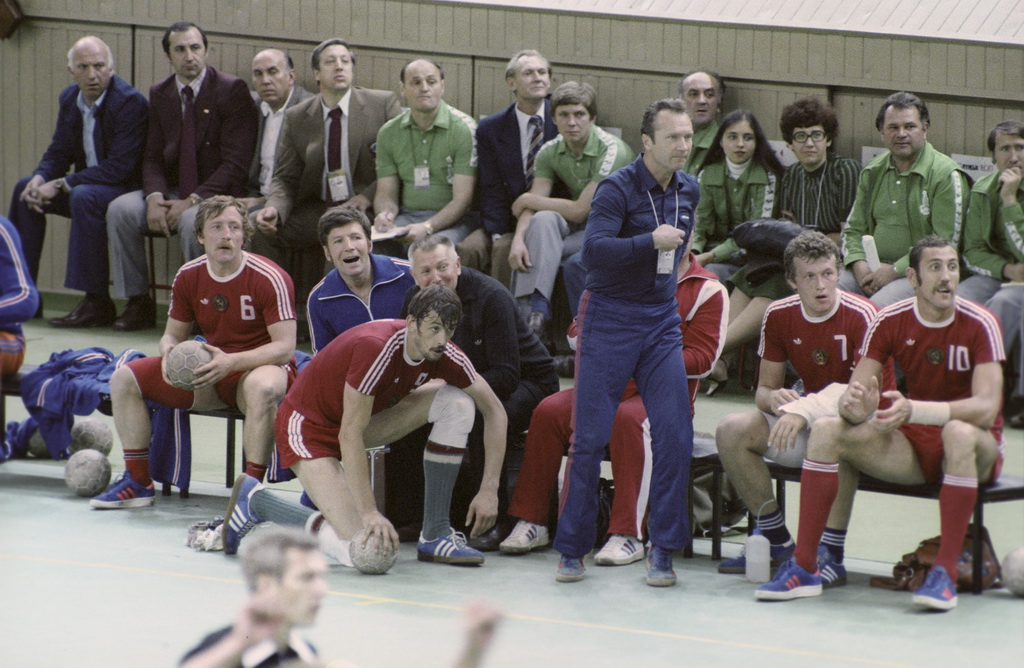
Wladimir Below (Nr. 7) bei den Olympischen Spielen 1980

Mit der sowjetischen Junioren-Auswahl gewann Below die Junioren-Weltmeisterschaften 1977 und 1979. Bereits bei der Weltmeisterschaft 1978 stand er im Aufgebot der Sowjetischen A-Nationalmannschaft und errang die Silbermedaille hinter Deutschland. Auch bei den Olympischen Spielen 1980 in Moskau musste er sich mit Silber begnügen, diesmal blieb die Auswahl der DDR im Endspiel siegreich. Der Spielmacher erzielte in sechs Spielen 22 Tore, davon fünf im Finale. Zwei Jahre darauf krönte der langjährige Mannschaftskapitän seine Karriere mit dem Weltmeistertitel in Deutschland. Dabei war er mit 39 Toren viertbester Torschütze und wurde zum wertvollsten Spieler des Turniers gekürt. Insgesamt bestritt er 162 Länderspiele. Obwohl er Ende der 1980er Jahre Angebote aus dem Ausland hatte, blieb er seinem Stammverein treu.
Below, der drei leibliche Kinder und einen Stiefsohn aus zwei Ehen hat, starb nach einer missglückten Herzoperation.